# ФК ЛНЗ
ФК „ЛНЗ“ (на украински: Футбольний клуб „ЛНЗ“) е футболен клуб от град Черкаси, Черкаска област, Украйна. До 2020 година представя село Лебедин, от Шполянски район на Черкаска област.
Клубът играе в Украинската висша лига. Домакинските си мачове играе на стадион „Черкаси Арена“ (10 321 места).
Основан през 2006 година в Черкаси като ЛНЗ (Лебединският семенен завод (на украински: Лебединський насіннєвий завод).
Отборът дебютира в украинската премиер лига през сезон 2020/21, тъй като завършва втори през 2020/21 в Първа лига.

## История
Клубът е създаден през 2006 година от директора на Лебединският семенен завод Дмитрий Кравченко, със съдействието на администрацията на Шполянски район. Отборът се е базирал в град Шпола и играел мачовете си на стадион „Колос“. През 2006 стартира в Щампионата на Черкаска област, където в първия си сецон заема 5- то място. През 2012 администрацията на района преустановява да финансира отбора, и веднага е премахнато името на града, а клубът преминава в село Лебедин, където през 2016 е открит новия клубен стадион — „ЛНЗ-Арена“ щ 850 места. 

## Предишни имена
| Години    | Име                         |
| --------- | --------------------------- |
| 2006-2012 | „Шпола-ЛНЗ-Лебедин“ (Шпола) |
| 2012-2020 | „ЛНЗ-Лебедин“ (Лебедин)     |
| 2020-     | „ЛНЗ“ (Черкаси)             |

## Успехи
- Първа лига (2 ниво)
  -  Бронзов медалист (1): 2022/23
- Любителски шампионат на Украйна
  -  Шампион (1): 2020/21
  -  Бронзов медалист (2): 2018/19, 2019/20
- Любителска купа на Украйна
  -  Носител (2): 2017/18, 2020/21
- Шампионат на Черкасовска област
  -  Шампион (4): 2009, 2011, 2016, 2017
- Купа на Черкасовска област
  -  Носител (3): 2012, 2014, 2015